# Robin Montgomerie-Charrington
Robin Montgomerie-Charrington nascut Robert Victor Campbell Montgomerie va ser un pilot de curses automobilístiques anglès que va arribar a disputar curses de Fórmula 1.
Montgomerie-Charrington va néixer el 23 de juny del 1915 a Mayfair, Londres i va morir el 3 d'abril del 2007.

## A la F1
Va debutar a la tercera temporada de la història del campionat del món de la Fórmula 1, la corresponent a l'any 1952, disputant el 22 de juny el GP de Bèlgica, que era la tercera prova del campionat.
Robin Montgomerie-Charrington va arribar a participar en aquesta única cursa puntuable pel campionat de la F1, no acabant-la i retirant-se a 13 voltes del final.

## Resultats a la Fórmula 1
| Any  | Equip                         | Xassís            | Motor  | 1   | 2   | 3       | 4   | 5   | 6   | 7   | 8   | Posició | Punts |
| ---- | ----------------------------- | ----------------- | ------ | --- | --- | ------- | --- | --- | --- | --- | --- | ------- | ----- |
| 1952 | Robin Montgomerie-Charrington | Aston Butterworth | Flat-4 | SUI | 500 | BEL Ret | FRA | GBR | ALE | HOL | ITA | -       | 0     |

### Resum
| Curses: | Victòries: | Pòdiums: | Poles: | Voltes ràpides: | Punts: |
| ------- | ---------- | -------- | ------ | --------------- | ------ |
| 1       | 0          | 0        | 0      | 0               | 0      |